# ژنل سلان
ژنل سلان (فرانسوی: Janelle Salaün‎؛ زادهٔ ۵ سپتامبر ۲۰۰۱) بازیکن بسکتبال زن اهل فرانسه است.
وی در مسابقات کشوری و بین‌المللی در مجموع برندهٔ ۱ مدال طلا، ۲ مدال نقره، ۲ مدال برنز شده است.